# Bernie Nicholls
Bernard Irvine „Bernie“ Nicholls (* 24. Juni 1961 in Haliburton, Ontario) ist ein ehemaliger kanadischer Eishockeyspieler, der im Verlauf seiner aktiven Karriere zwischen 1981 und 1999 unter anderem 1245 Spiele für die Los Angeles Kings, New York Rangers, Edmonton Oilers, New Jersey Devils, Chicago Blackhawks und San Jose Sharks in der National Hockey League auf der Position des Centers bestritten hat. Nicholls, der dreimal am NHL All-Star Game teilnahm, gewann mit der kanadischen Nationalmannschaft bei der Weltmeisterschaft 1985 die Silbermedaille.

## Karriere
Nach einer ordentlichen Saison mit den Kingston Canadians wurde Nicholls von den Los Angeles Kings im NHL Entry Draft 1980 in der vierten Runde als 73. gedraftet. Er blieb ein weiteres Jahr in Kingston in der Ontario Hockey League. 
Im darauffolgenden Jahr holten die Kings ihn in ihren Kader, aber er begann die Saison in der American Hockey League mit den New Haven Nighthawks. Dort konnte er überzeugen und wurde zum Ende der Saison in die NHL geholt. Mit 32 Punkten in den verbleibenden 22 Spielen hinterließ er einen bleibenden Eindruck. Seine erste komplette Saison in der NHL war dann nicht so überragend, wie man sich erhofft hatte, doch Nicholls kam zur darauffolgenden  Saison 1983/84 auf einem hervorragenden Niveau zurück. 95 Punkte standen am Saisonende zu Buche und in den beiden folgenden Spielzeiten konnte er diesen Wert mit 100 und 97 noch einmal steigern. Die Verpflichtung von Wayne Gretzky brachte Nicholls noch einmal auf eine höhere Ebene. In der Saison 1988/89 erzielte er 70 Tore, ein bis heute immer noch gültiger Teamrekord. Schon ein Jahr zuvor hatte er am 1. Dezember 1988 ein herausragendes Spiel mit acht Scorerpunkten und sechs Assists. Doch als Center wie Gretzky passte er nicht in das Konzept der Kings und wurde im Laufe der folgenden Saison für die Flügelstürmer Tony Granato und Tomas Sandström an die New York Rangers abgegeben.
Auch bei den Rangers war Nicholls als Scorer erfolgreich und schaffte im Schnitt mehr als einen Scorerpunkt pro Spiel. Doch auch hier war ein ehemaliger großer Oiler Grund für einen erneuten Wechsel zu Beginn der Saison 1991/92. Die Rangers holten Mark Messier und Nicholls musste dafür gemeinsam mit Louie DeBrusk und Steven Rice zu den Edmonton Oilers. In Edmonton wollte man in der folgenden Saison das Team umbauen und so ging seine Reise weiter zu den New Jersey Devils. Der Rhythmus wurde beibehalten und nach eineinhalb Jahren ging die Reise nach Chicago. In seinen beiden Spieljahren mit den Chicago Blackhawks schaffte er wieder das, was man von ihm erwartet hatte. Er hielt seinen Schnitt von mehr als einem Punkt pro Spiel. 
Als Routinier verpflichteten die San Jose Sharks Bernie Nicholls zur Saison 1996/97. Nach drei Spielzeiten beendete Nicholls im Alter von 37 Jahren seine Karriere.

## Erfolge und Auszeichnungen
- 1984 Teilnahme am NHL All-Star Game
- 1989 Teilnahme am NHL All-Star Game
- 1990 Teilnahme am NHL All-Star Game

### International
- 1985 Silbermedaille bei der Weltmeisterschaft

## Team-Rekorde
- 70 Tore in einer Saison für die Los Angeles Kings (1988/89)
- 6 Vorlagen in einem Spiel für die Los Angeles Kings (1. Dezember 1988 gegen Toronto)
- 8 Punkte in einem Spiel für die Los Angeles Kings (1. Dezember 1988 gegen Toronto)

## Karrierestatistik

### International
Vertrat Kanada bei:
- Weltmeisterschaft 1985

(Legende zur Spielerstatistik: Sp oder GP = absolvierte Spiele; T oder G = erzielte Tore; V oder A = erzielte Assists; Pkt oder Pts = erzielte Scorerpunkte; SM oder PIM = erhaltene Strafminuten; +/− = Plus/Minus-Bilanz; PP = erzielte Überzahltore; SH = erzielte Unterzahltore; GW = erzielte Siegtore; 1 Play-downs/Relegation; Kursiv: Statistik nicht vollständig)